# عرق خورشید، اشک ماه
عرق خورشید، اشک ماه نمایشنامه‌ای از محمد چرمشیر است. این نمایشنامه بازخوانی چرمشیر از نمایشنامه یغمای باشکوه خورشید نوشته پیتر شیفر است که ماجرای آن بر بستر هجوم اسپانیایی‌ها به کشور پرو می‌گذرد.
عرق خورشید، اشک ماه، در سال ۱۳۹۲ با کارگردانی آتیلا پسیانی با بازی رضا کیانیان، علیرضا خمسه، خسرو پسیانی، و به همراهی ۲۰ کودک در سالن اصلی مجموعه تئاتر شهر روی صحنه رفت.

چرم‌شیر دربارهٔ این نمایشنامه گفته است:
این کار در واقع بازخوانی نمایشنامه یغمای با شکوه خورشید است، نه اقتباس از آن. ما از مرز نمایش‌نامه گذشته‌ایم و تنها خط باریکی از قصه باقی مانده است. بعد از سال‌ها که من و پسیانی در کنار یکدیگر کار می‌کنیم به‌دلیل آشنایی ذهنی که بین‌مان وجود دارد دربارهٔ چرایی کار چندوچونی نداریم. ما هیچ‌گاه از هم نمی‌پرسیم که چرا این متن انتخاب شده بلکه به‌محض پیشنهاد از طرف هر کدام از ما وارد پروسه نوشتن می‌شود.